# Lena Goeßling
Lena Goeßling (* 8. März 1986 in Bielefeld) ist eine ehemalige deutsche Fußballspielerin. Sie spielte für SC 07 Bad Neuenahr und VfL Wolfsburg in der Bundesliga und war von 2008 bis 2019 deutsche Nationalspielerin.

## Karriere

### Vereine
Lena Goeßling wuchs im ostwestfälischen Löhne auf, wo sie beim SV Löhne-Obernbeck auch mit dem Fußballspielen begann. Über den SV Sundern aus Hiddenhausen wechselte sie zum FC Gütersloh 2000. 2002 wurde sie deutsche Meisterin der B-Juniorinnen. Im darauffolgenden Jahr verpasste sie mit den B-Juniorinnen die Titelverteidigung im heimischen Heidewaldstadion, wo man Turbine Potsdam unterlag. 2003 wurde sie mit dem FCG Meisterin der Regionalliga West. In der folgenden Aufstiegsrunde wurde der Aufstieg zur Bundesliga jedoch verpasst. Ein Jahr später wurde sie mit der U-19-Nationalmannschaft Weltmeisterin.
Nach zwei Jahren mit dem FC Gütersloh in der 2. Bundesliga wechselte sie zum SC 07 Bad Neuenahr. 2006 nahm sie noch einmal an der U-20-Weltmeisterschaft teil. Diesmal war bereits nach dem Viertelfinale Endstation. Im Juni 2011 gab sie ihren Wechsel zum Ligakonkurrenten VfL Wolfsburg bekannt. Im Wolfsburger Kader wurde sie zur Stammspielerin und bestritt die Spiele vor allem im defensiven Mittelfeld. In der Saison 2012/13 gewann sie mit dem VfL das Triple.
Von 2017 bis 2020 gewann sie mit ihrem Verein VfL Wolfsburg jedes Jahr das Double aus Meisterschaft und DFB-Pokal.
Im Februar 2021 wurde bekannt, dass Goeßlings zum Saisonende auslaufender Vertrag nicht verlängert wird und sich die Wege nach fast genau zehn Jahren trennen. Ein Angebot des VfL Wolfsburg zur Weiterbeschäftigung im administrativen Bereich des Vereins schlug sie aus, da sie zu dem Zeitpunkt ihre sportliche Karriere fortsetzen wollte. Im Juli 2021 beendete sie jedoch ihre aktive Laufbahn.

### Nationalmannschaft

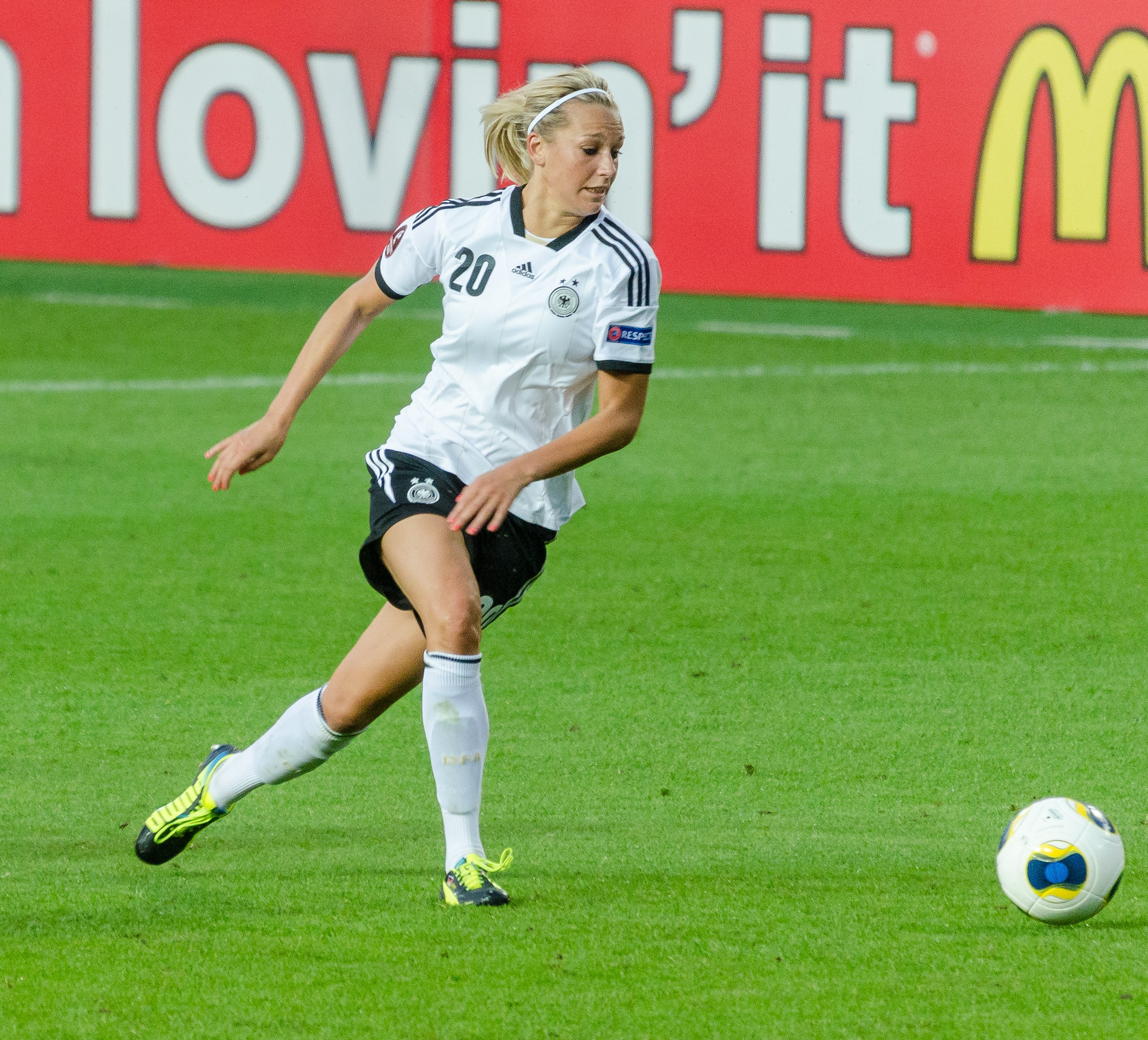
Goeßling bei der EM 2013

Goeßling gehörte zum Kader der U-23-Nationalmannschaft, mit der sie 2007 den zweiten Platz beim Nordic Cup belegte. Am 28. Februar 2008 bestritt sie ihr erstes Länderspiel für die deutsche Fußballnationalmannschaft, als sie im Länderspiel gegen China eingewechselt wurde. Bei den Olympischen Spielen 2008 in Peking wurde sie jedoch nicht für den Kader der Nationalmannschaft berücksichtigt. Anfang 2011 holte Silvia Neid sie wieder zurück und sie stand damit im Mannschaftskader für die WM 2011. Dort kam sie in zwei Begegnungen zum Einsatz. Beim 4:2-Vorrundensieg über Frankreich bestritt Goeßling die vollen 90 Minuten, während sie im mit 0:1 verlorenen Viertelfinale gegen den späteren Weltmeister Japan in der 65. Minute für Linda Bresonik eingewechselt wurde. Nach der WM wurde sie Stammspielerin und in allen Länderspielen eingesetzt, u. a. beim Algarve-Cup 2012. Beim 3:0-Sieg im EM-Qualifikationsspiel in Bukarest gegen Rumänien erzielte sie mit dem Führungstreffer in der 21. Spielminute ihr erstes Länderspieltor für die A-Nationalmannschaft. Einen Monat später schoss sie im Spiel gegen Spanien erneut das Führungstor. Am 29. Juni 2013 bestritt sie gegen Japan ihr 50. Länderspiel.
Am 28. Juli 2013 wurde sie durch einen 1:0-Sieg gegen Norwegen Europameisterin 2013.
Am 24. Mai 2015 wurde Goeßling von Bundestrainerin Silvia Neid in den endgültigen Kader für die Weltmeisterschaft 2015 in Kanada berufen.
2016 wurde Goeßling für das olympische Fußballturnier der Frauen in Brasilien in den Kader der Nationalmannschaft aufgenommen. Sie wurde in allen sechs Turnierspielen der deutschen Mannschaft eingesetzt (davon fünf Einwechslungen) und gewann durch den 2:1-Sieg im Finale gegen Schweden die Goldmedaille. Dafür wurde sie am 1. November des Jahres mit dem Silbernen Lorbeerblatt ausgezeichnet.
Im Herbst 2017 kam es zu einem öffentlichen Disput mit Bundestrainerin Steffi Jones, nachdem Goeßling – zum damaligen Zeitpunkt 97-fache Nationalspielerin – nicht für das Spiel gegen Frankreich am 24. November 2017 in Bielefeld nominiert worden war. Sie zeigte sich „enttäuscht und traurig“, bei einem „Heimspiel“ (Goeßling ist in Bielefeld geboren) nicht dabei zu sein und kritisierte Jones: „[I]ch finde es auch respektlos mir gegenüber, es mir teilweise so beizubringen, dass ich gar nicht die ganzen Gründe weiß, die im Hintergrund laufen. Ich glaube, nach 97 Länderspielen hat man das so nicht verdient“.
Nach einem klärenden Gespräch mit Jones wurde Goeßling in den Auswahlkader für den SheBelieves Cup 2018 berufen. Dort bestritt sie bei der 0:3-Niederlage gegen Frankreich in Orlando am 7. März 2018 ihr 100. Länderspiel. Der Umstand, dass sie allerdings erst in der Nachspielzeit eingewechselt wurde und zu keinem Ballkontakt kam, sorgte für heftige Kritik an der Bundestrainerin, die wenige Tage später entlassen wurde.
Für die WM 2019 wurde Goeßling von der neuen Bundestrainerin Martina Voss-Tecklenburg wieder ins deutsche Team berufen. Sie kam aber nur im Vorrundenspiel gegen Spanien (1:0) zum Einsatz – dies war gleichzeitig ihr letztes Spiel für die Nationalelf. Nach dem Ausscheiden im Viertelfinale gegen Schweden erklärte sie aufgrund der mangelnden Berücksichtigung ihren Rücktritt aus der Nationalmannschaft. Bereits im Vorfeld hatte sie angedeutet, sich nach der WM aus der Nationalmannschaft zurückziehen und mit Ende ihres laufenden Vertrags in Wolfsburg im Sommer 2021 auch ihre Profikarriere beenden zu wollen.

## Erfolge

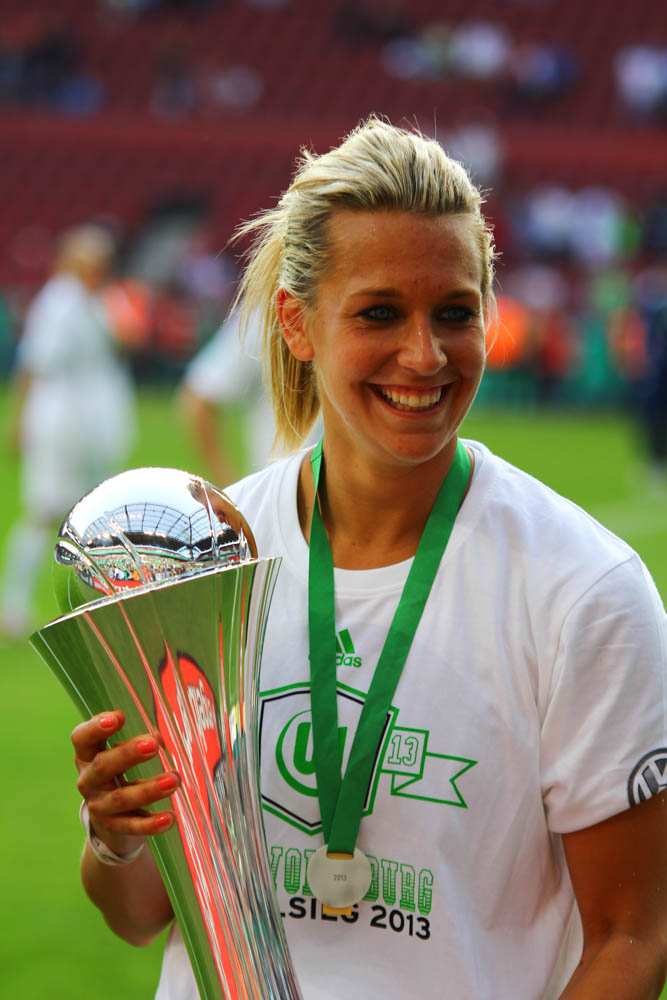
Goeßling nach dem DFB-Pokal-Sieg 2013

### Als Vereinsspielerin
- Deutsche Meisterin der B-Juniorinnen 2002
- Champions-League-Siegerin: 2013, 2014
- Deutsche Meisterin: 2012/13, 2013/14, 2016/17, 2017/18, 2018/19, 2019/20
- DFB-Pokal-Siegerin: 2013, 2015, 2016, 2017, 2018, 2019, 2020, 2021

### Als Nationalspielerin
- U-19-Weltmeisterin 2004
- Europameisterin 2013
- Algarve-Cup-Siegerin 2012 und 2014
- WM-Vierte 2015
- Olympiasiegerin 2016

## Auszeichnungen
- Wahl in das All-Star-Team der EM 2013[13]
- Zweite bei der Wahl zu Europas Fußballerin des Jahres 2013[14]
- Nominiert für die Wahl zur Weltfußballerin des Jahres 2013[15]
- IFFHS Welt-Spielmacherin: 2013
- Nationalspielerin des Jahres 2015[16]

## Sonstiges
Goeßling absolvierte eine Ausbildung zur Einzelhandelskauffrau in einem Bad Neuenahrer Kaufhaus und hat diese im Jahr 2008 erfolgreich beendet. Danach wurde sie Soldatin in der Sportförderung der Bundeswehr. Sie ist derzeit in der Sportfördergruppe der Sportschule der Bundeswehr in Warendorf stationiert. Sie hat einen Zwillingsbruder, Arne, der ebenfalls Fußball spielt.

## Soziales Engagement
Goeßling engagiert sich für den bundesweiten Schulwettbewerb „Mathe macht das Tor“, der die Mathematikfähigkeiten der Schüler fördern soll. Initiator ist die Stiftung Rechnen, der Online-Mathetrainer bettermarks setzt den Wettbewerb um.
Im Juni 2013 wurde Goeßling Botschafterin der Deutschen KinderSuchthilfe, die sich für Kinder von suchtkranken Eltern starkmacht. Sie repräsentiert die Stiftung zusammen mit dem ehemaligen deutschen Nationalspieler Cacau.